# Woluwe-Saint-Pierre
Woluwe-Saint-Pierre (fr.) ili Sint-Pieters-Woluwe (niz.) je jedna od 19 dvojezičnih općina u Regiji glavnoga grada Bruxellesa u Belgiji.
Graniči s briselskim općinama Auderghem, Etterbeek i Woluwe-Saint-Lambert, te s flandrijskim općinama Kraainem i Tervuren.
Ova stambena četvrt smatra se jednom od najzelenijih četvrti u Bruxellesu. Njenim teritorijem prolaze dvije vrlo važne prometnice: Avenija Tervuren koja je sagrađena za Svjetsku izložbu 1897. i Bulevar Woluwe.
Od spomenika kulture važno je spomenuti Palaču Stoclet koja se nalazi na UNESCO-ovom popisu Svjetske baštine. U ovoj četvrti nalaze se brojna veleposlanstva. Države koje imaju svoje veleposlanstvo u ovoj općini su: Kina, Iran, Indonezija, Malezija, Tunis, Poljska, Litva, Gruzija, Sveta Stolica, Bocvana, Uganda, Etiopija, Namibija, Nigerija, Madagaskar, Peru, Salvador, Togo, Sijera Leone i dr.

## Vanjske poveznice
- (fr.) (nizoz.) (engl.) Službena stranica općine